# بازی (آلبوم)
«بازی» (به انگلیسی: The Game) آلبومی از کوئین است که در سال ۱۹۸۰ میلادی منتشر شد.